# مركز عمليات الشبكة

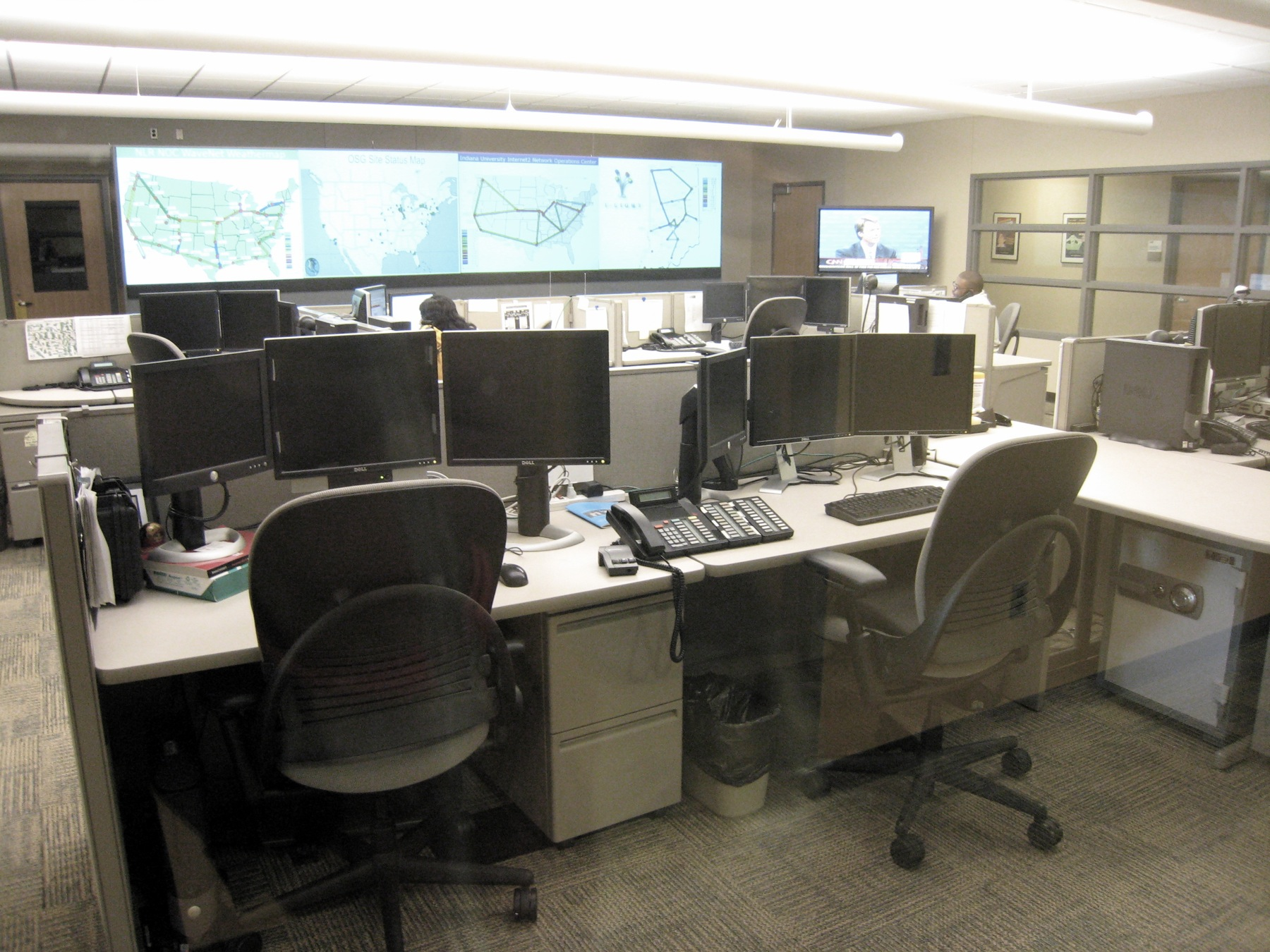
نظرة عامة على مركز عمليات الشبكة النموذجي. شاشات مراقبة الحالة (الأمامية)، نظرة عامة على العمود الفقري (الخلف)، والبث الإخباري على جهاز التلفزيون (اليمين). انتبه إلى الخزنة الموجودة أسفل المكتب، والتي عادةً ما تكون مخصصة للنسخ الاحتياطية، أو كلمات المرور، أو أجهزة التشفير المادية. - صورة لمركز عمليات الشبكة العالمية في جامعة إنديانا

مركز عمليات الشبكة أو مركز إدارة الشبكة وهو موقع واحد او اكثر لمراقبة الشبكة والتحكم بها، أو إدارتها عبر جهاز حاسوب أو شبكة اتصالات أو بالأقمار الصناعية. 

## نبذة تاريخية
بدأت أولى مراكز عمليات الشبكة في عقد السيتينيات من القرن العشرين، إذ افتتحت شركة التليفون والتلغراف الأمريكي أوك مركز تحكم في الشبكة في مدينة نيويورك عام 1962 واستخدمت لوحات عرض الحالة لعرض معلومات التبديل والتوجيه بالزمن الحقيقي، وهي من أهم مفاتيح التحويل في شركة التليفون والتلغراف الأمريكي. انتقلت الشركة لمركز عمليات أحدث عام 1977 في مدينة بيدمنستر في نيوجيرسي . 

## الهدف
يتم تنفيذ مراكز عمليات الشبكة من المنظمات التجارية والمرافق العامة والجامعات والهيئات الحكومية التي تشرف على بيئات الشبكات المعقدة التي تتطلب توفرًا عاليًا . يتولى موظفو مركز عمليات الشبكة مسؤولية مراقبة شبكة واحدة أو العديد من الشبكات بحثًا عن ظروف معينة قد تتطلب اهتمامًا خاصًا لتجنب تدهور الخدمة. يمكن للمنظمات تشغيل أكثر من مركز عمليات شبكة واحد، إما لإدارة شبكات مختلفة أو لتوفير التكرار الجغرافي في حالة عدم توفر أحد المواقع. وبالإضافة إلى مراقبة الشبكات الداخلية والخارجية للبنية التحتية ذات الصلة، يمكن لشبكات مراكز العمليات الوطنية مراقبة الشبكات الاجتماعية للحصول على السبق في الأحداث التخريبية.

## بيئات الشبكات

### حاسوب
يمكن أن يتراوح حجم البيئات الحاسوبية من خادم واحد إلى ملايين الخوادم .

### اتصالات
في بيئات الاتصالات ، تكون مراكز عمليات الشبكة مسؤولة عن مراقبة انقطاعات الطاقة، وإنذارات خطوط الاتصال (مثل معدل أخطاء البت ، وأخطاء التأطير، وأخطاء ترميز الخطوط، وانقطاع الدوائر) وقضايا الأداء الأخرى التي قد تؤثر على الشبكة، وفي قطاع الاتصالات يجب عليها تتبع التفاصيل حول تدفق المكالمات.

### القمر الصناعي
تعمل بيئات شبكات الأقمار الصناعية على معالجة كميات كبيرة من بيانات الصوت والفيديو، بالإضافة إلى معلومات الاستخبارات والمراقبة والاستطلاع. تتضمن المنظمات النموذجية التي تدير هذا النموذج من مركز عمليات الشبكة شركة أرتيل، وهي شركة تقدم خدمات النطاق الترددي للأقمار الصناعية التجارية لوزارة الدفاع الأمريكية ، وتقع في هيرندون، فيرجينيا . 

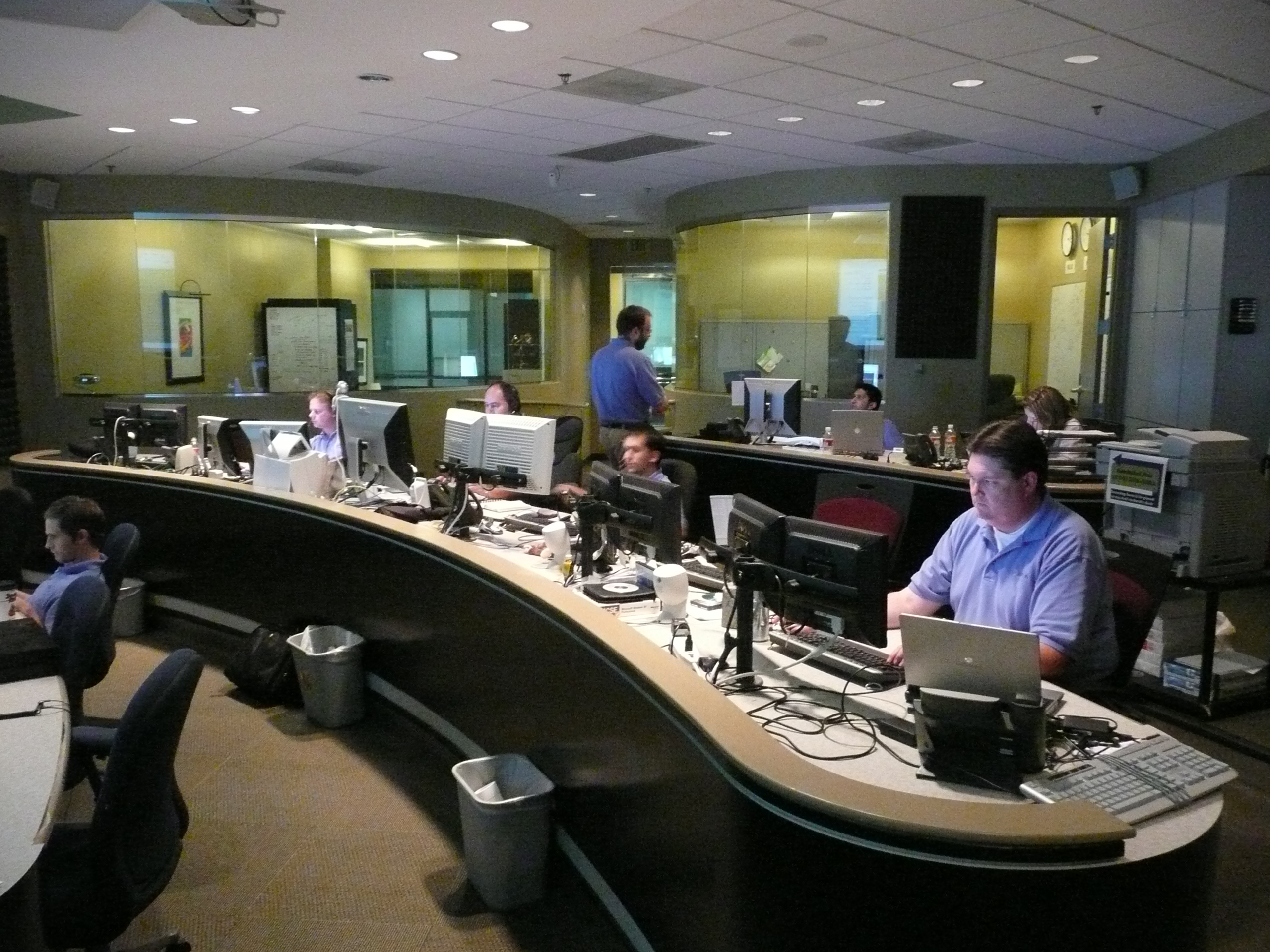
تقنيو مركز إدارة الشبكة في أركتيل

## تصميم
غالباً ما يتم وضع مراكز عمليات الشبكة مع عدة صفوف من المكاتب، كل منها يواجه جدار الفيديو الذي يظهر عادة تفاصيل عن الإنذارات الهامة للغاية، والحوادث الجارية وأداء الشبكة العامة؛ يستخدم زاوية من الجدار أحياناً لعرض قناة تلفزيونية أخبار أو طقس، حيث يمكن أن يبقي فنيو مركز عمليات الشبكة على دراية بالأحداث الحالية التي قد تؤثر على الشبكة أو الأنظمة التي هم مسؤولون عنها. في بعض الأحيان يتم تشكيل الجدار الخلفي لـمركز عمليات الشبكة؛ قد يكون هناك غرفة متصلة بهذا الجدار تستخدمها أعضاء الفريق المسؤولون عن التعامل مع الحوادث الخطيرة للقاء في حين لا يزال بإمكانهم مشاهدة الأحداث التي تحدث داخل مركز عمليات الشبكة . يتم تعيين المكاتب الفردية عموما لشبكة أو تقنية أو منطقة محددة. قد يكون لدى الفني العديد من شاشات الكمبيوتر على مكتبه، مع استخدام الشاشات الإضافية لمراقبة الأنظمة أو الشبكات التي تغطي ذلك المكتب. قد تحتوي الموقع الذي يضم مركز النقل على العديد أو جميع الخوادم الأساسية والمعدات الأخرى الضرورية لتشغيل الشبكة، على الرغم من أنه ليس من غير المعتاد أن يقوم مركز النظام النقل الوحيد بمراقبة ومراقبة عدد من المواقع المنتشرة جغرافياً.

## الموظفين

### مهندسو مركز عمليات الشبكة
لدى مهندس مركز عمليات الشبكة عدة واجبات لضمان حسن سير الشبكة. إنهم يتعاملون مع أشياء مثل هجمات الحرمان من الخدمة الموزعة، وانقطاعات التيار الكهربائي، وفشل الشبكة، والثقوب السوداء في التوجيه. هناك بالطبع الأدوار الأساسية، مثل الأيدي عن بعد، والدعم، وتكوين الأجهزة (مثل جدران الحماية وأجهزة التوجيه، التي يشتريها العميل). ويجب على مهندسي مركز عمليات الشبكة أيضًا التأكد من استقرار الشبكة الأساسية. يمكن القيام بذلك عن طريق تكوين الأجهزة بطريقة تجعل الشبكة أكثر أمانًا، مع الحفاظ على الأداء الأمثل. مهندسو مركز عمليات الشبكة مسؤولون أيضًا عن مراقبة الأنشطة، مثل استخدام الشبكة ودرجات الحرارة وما إلى ذلك. سيتعين عليهم أيضًا تثبيت المعدات، مثل أجهزة KVM، وتركيب الرفوف، وإعداد IP-PDU، وتشغيل الكابلات. كما أن أغلب مهندسي مركز العمليات الوطنية متواجدون في أوقات العمل ويتناوبون لمدة خمسة أو ستة أيام، ويعملون في نوبات مختلفة.

## روابط خارجية
- ما هو مركز عمليات الشبكة